# Aperer Freiger
Aperer Freiger är en bergstopp i Österrike. Den ligger i förbundslandet Tyrolen, i den västra delen av landet. Toppen på Aperer Freiger är 3 261 meter över havet.
Den högsta punkten i närheten är Wilder Freiger, 3 418 meter över havet, sydöst om Aperer Freiger.
Trakten runt Aperer Freiger består i huvudsak av kala bergstoppar och isformationer.